# ポストゥミウス氏族
ポストゥミウス氏族 (ラテン語: Gens Postumia) は、古代ローマのパトリキ出身氏族のひとつ。共和政ローマ時代を通じて政務官を輩出した。

## メンバー

### トゥベルトゥス家
- クィントゥス
  - プブリウス・ポストゥミウス・トゥベルトゥス： 紀元前505年、紀元前503年の執政官[1]
- アウルス・ポストゥミウス・トゥベルトゥス： 紀元前431年の独裁官[2]

### アルブス - アルビヌス家
- プブリウス
  - アウルス・ポストゥミウス・アルブス・レギッレンシス： 紀元前496年の執政官[3]
    - スプリウス・ポストゥミウス・アルブス・レギッレンシス： 紀元前466年の執政官[4]
      - スプリウス・ポストゥミウス・アルブス： 紀元前432年の執政武官[2]

    - アウルス・ポストゥミウス・アルブス・レギッレンシス： 紀元前464年の執政官[5]
      - マルクス・ポストゥミウス・アルビヌス・レギッレンシス： 紀元前426年の執政武官[6]
      - プブリウス・ポストゥミウス・アルビヌス・レギッレンシス： 紀元前414年の執政武官[7]
- アウルス・ポストゥミウス・アルビヌス・レギッレンシス： 紀元前397年の執政武官[8]
- スプリウス・ポストゥミウス・アルビヌス・レギッレンシス： 紀元前394年の執政武官[9]
- ルキウス・ポストゥミウス・アルビヌス・レギッレンシス： 紀元前389年の執政武官[10]
- アウルス・ポストゥミウス・レギッレンシス： 紀元前381年の執政武官[11]
- ？・ポストゥミウス・レギッレンシス・アルビヌス： 紀元前366年のケンソル[12]
- スプリウス・ポストゥミウス・アルビヌス： 紀元前334年、紀元前321年の執政官[13]
- ルキウス
  - ルキウス・ポストゥミウス・アルビヌス： 紀元前275年のRex Sacrorum[14]
- ルキウス
  - アウルス
    - アウルス・ポストゥミウス・アルビヌス： 紀元前242年の執政官[15]
      - ルキウス・ポストゥミウス・アルビヌス： 紀元前234年、紀元前229年、紀元前215年の執政官[16]
        - スプリウス・ポストゥミウス・アルビヌス： 紀元前186年の執政官[17]
          - ルキウス・ポストゥミウス・アルビヌス： 紀元前154年の執政官[18]

      - スプリウス[19]
        - スプリウス
          - スプリウス・ポストゥミウス・アルビヌス・マグヌス： 紀元前148年の執政官[20]
            - スプリウス・ポストゥミウス・アルビヌス： 紀元前110年の執政官[21]
            - アウルス・ポストゥミウス・アルビヌス, 紀元前110年の前法務官[22]
              - アウルス・ポストゥミウス・アルビヌス： 紀元前99年の執政官[23]
- アウルス
  - アウルス
    - アウルス・ポストゥミウス・アルビヌス・ルスクス： 紀元前180年の執政官[24]
      - アウルス・ポストゥミウス・アルビヌス： 紀元前151年の執政官[25]

    - スプリウス・ポストゥミウス・アルビヌス・パウッルルス： 紀元前174年の執政官[26]
    - ルキウス・ポストゥミウス・アルビヌス： 紀元前173年の執政官[27]

### メゲッルス家
- スプリウス
  - ルキウス
    - ルキウス・ポストゥミウス・メゲッルス： 紀元前305年、紀元前294年、紀元前291年の執政官[28]
      - ルキウス・ポストゥミウス・メゲッルス： 紀元前262年の執政官[29]

### その他
- マルクス・ポストゥミウス： 紀元前403年の執政武官？[30]
- ルキウス・ポストゥミウス・ティンパヌス： 紀元前194年のクァエストル[31]
- ルキウス・ポストゥミウス・テンプサヌス： 紀元前185年のプラエトル。タレントゥム担当[32]
- ガイウス・ポストゥミウス： 紀元前168年のトリブヌス・ミリトゥム[33]